# クーパー・500

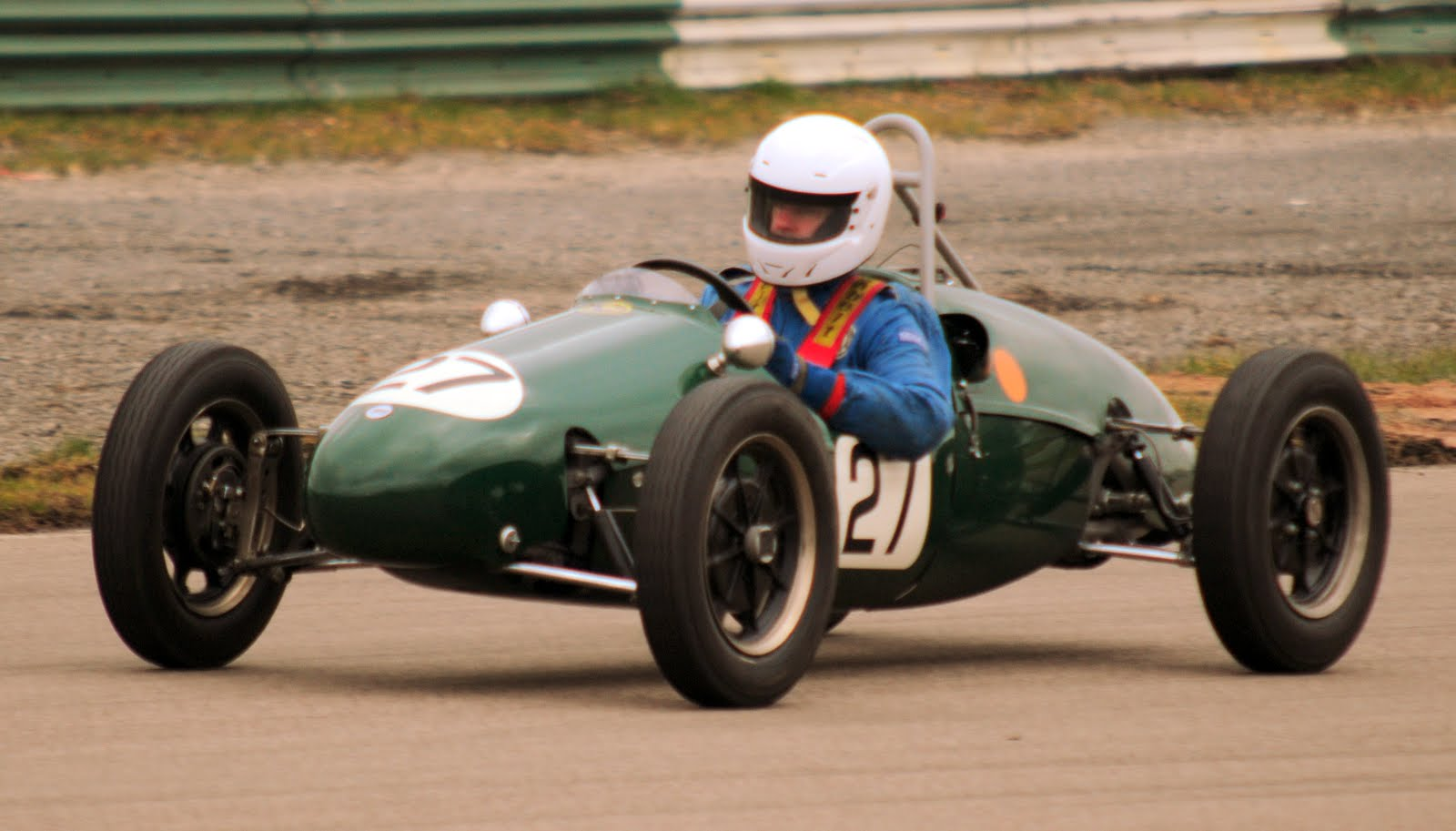
クーパー500

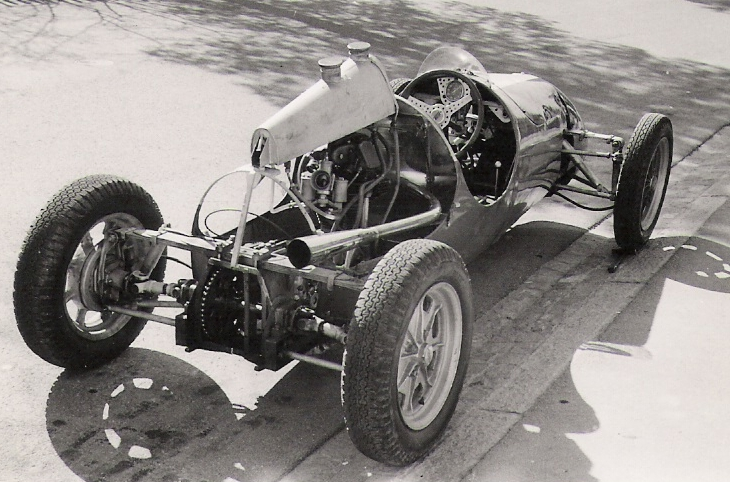
カウルを外したところ(ノートンエンジン車)

クーパー・500（Cooper 500 ）はクーパー・カー・カンパニーが製作した最初のレース用車両である。後にフォーミュラ3に公認された。
シャシはフィアット・500用を活用し、その前輪用リーフ式サスペンションシステムを前後に配した。エンジンはバイク用レーシングエンジンとして定評のあったJAP製で、ボアφ80×ストローク99mmの単気筒OHV497cc、圧縮比14.0、45英馬力/6,000rpmエンジンをミッドシップに搭載した。燃料はアルコールとニトロメタンの混合燃料で、キャブレターはアマル製、潤滑ポンプはピルグリム製、点火はBTHレーシングマグネトー。クラッチはバーマン製乾式多板、トランスミッションはバーマン製4速。ホイールもフィアット・500用そのままである。
1946年7月28日に最初のレースとなるプレスコット・ヒルクライムに参加し惨めな結果に終わったが、初期トラブルが解消するに連れてコースにより当時の2Lクラスに比肩する驚異的なタイムをマークするようになり、大きな反響を得た。
1947年の秋、スポーツカーボディ、トライアンフ製直列2気筒エンジンに変更されたクーパー500スポーツが試作された。それ以外の点はクーパー500とほとんど変わりがない。ブライトン・スピードトライアルに出場し、一時は市販されるという噂が流れたが、市販されなかった。
注文に応じるため1947年10月に「クーパー・カーズ」を設立、同時に第1期市販車クーパー500Mk-II、12台ロットの設計製作に入った。ホイールベースは2,159mm、トレッドは前1,245/後1,194mm。車両重量は236kg。ブレーキはロッキード製油圧式8in径ドラムブレーキ。ロワーアームは鋼管ウィッシュボーンに変更されている。ホイールは15inで、マグネシウム合金ホイールを採用した。
1948年5月9日、当時18歳であったスターリング・モスが彼にとって最初のレースとなったプレスコット・ヒルクライムにクーパー500Mk-IIで出場、クラス優勝した。この他クーパー500愛好者の中からはピーター・コリンズ、アイヴァ・ビュエブ、スチュワート・ルイス・エヴァンズ、ハリー・シェル、ニニアン・サンダーソンなど数々の第一級ドライバーが巣立って行った。
1949年シーズン用にはクーパー500Mk-IIIが用意された。エンジンはHRDまたはJAP製996cc、V型2気筒OHVエンジンが選択できるようになった。HRD製996ccV型2気筒エンジンはヴィンセント・モーターサイクルの「ブラックシャドウ」に搭載されていたのと同型で、当時愛好家垂涎の名機として知られ、スプリント用の究極のセッティングでは圧縮比15で85英馬力/6,800rpmを発揮したという。
クーパー500Mk-IVではJAP製1,097cc、圧縮比14、95英馬力/6,000rpmエンジンが選択できるようになった。
1950年にはフォーミュラ3マシンとして国際自動車連盟に承認されたが、あまりにもクーパー独占レースが多いためフォーミュラ3は1958年に廃止されてしまった。例えば1958年は全18レースで優勝し、12レースで表彰台を独占している。
1951年に出たクーパー500Mk-Vからボディーが洗練され、全パネルが脱着可能となった。ステアリングがラック・アンド・ピニオン式となり、これは500ccクラスでは最初のことである。
クーパー500Mk-VI以後はフレームが4本の縦通パイプを主構造材とする多鋼管方式を採った。またリアアップライトとファイナルドライブハウジングにマグネシウム鋳造品を採用した。
1955年のクーパー500Mk-IXではシャシがよりスペースフレーム的になり、鋼管はφ38mm、厚さ1.2mmになっている。この頃はJAP製よりもエンジン出力では劣るものの遥かに耐久性に優れたノートン製のボアφ79mm×ストローク99mmで499cc、48英馬力/6,000rpmエンジンを積むことが多くなっていた。
当時特定のグランプリでは台数確保のため混走が許されており、このマシンはプライベーターの手によりフォーミュラ1（F1）初年度のモナコGPに参戦している。
結局クーパー500はMk-Xまで約400台が製作され、その期間一貫して同級のライバルを圧倒的な成績で打ち負かした。